# 岡山県道187号早島松島線
岡山県道187号早島松島線（おかやまけんどう187ごう はやしままつしません）は、岡山県都窪郡早島町から倉敷市に至る一般県道である。

## 概要
都窪郡早島町早島（国道2号岡山バイパス）と倉敷市松島（旧国道2号）を結ぶ。都窪郡早島町や茶屋町などから総社市やイオンモール倉敷への連絡路となっている。

### 路線データ
- 起点：岡山県都窪郡早島町早島（早島中交差点、国道2号岡山バイパス交点、岡山県道165号藤戸早島線終点）
- 終点：岡山県倉敷市松島（松島交差点、岡山県道162号岡山倉敷線交点）
- 総延長：3.4 km

## 地理

### 通過する自治体
- 都窪郡早島町
- 倉敷市

### 交差する道路
| 交差する道路                                   | 市町村名 | 市町村名 | 交差する場所 | 交差する場所        |
| ---------------------------------------------- | -------- | -------- | ------------ | ------------------- |
| 国道2号 / 岡山バイパス 岡山県道165号藤戸早島線 | 都窪郡   | 早島町   | 早島         | 早島中交差点 / 起点 |
| 岡山県道162号岡山倉敷線                        | 倉敷市   | 倉敷市   | 松島         | 松島交差点 / 終点   |

### 交差する鉄道
- 山陽本線

### 沿線
- 国立病院機構南岡山医療センター
- 倉敷スポーツ公園
- 岡山県倉敷スポーツ公園野球場（マスカットスタジアム）
- 倉敷高等学校
- JR西日本山陽本線 中庄駅
- 山陽マルナカマスカット店